# Willians Rafael da Silva
Willians Rafael da Silva (São Roque, SP, 19 de maio de 1959), advogado, político brasileiro, é um cooperativista brasileiro.
Willians Rafael foi idealizador e fundador, em 1996, da Cooperativa Habitacional Movimento Habitacional Casa para Todos, em Osasco, SP, organização que construiu mais de 4 mil unidades habitacionais, entre casas e apartamentos.
Filho de Sebastião Rafael da Silva, um dos primeiros funcionários públicos do município de Osasco.  
Foi vereador da cidade de Osasco por dois mandatos, (1993-1996 e 1997-1998) e Deputado Estadual pelo estado de São Paulo (1999-2002). 